# Arcangelisia tympanopoda
Arcangelisia tympanopoda là một loài thực vật có hoa trong họ Biển bức cát. Loài này được (Lauterb. & K.Schum.) Diels mô tả khoa học đầu tiên năm 1910.